# Precessione degli equinozi

Precessione dell'asse terrestre.

La precessione degli equinozi risulta da un movimento della Terra che fa cambiare in modo lento, ma continuo l'orientamento del suo asse di rotazione rispetto alla sfera ideale delle stelle fisse.
L'asse terrestre subisce una precessione (una rotazione dell'asse attorno alla perpendicolare all'eclittica, simile a quella di una trottola) a causa dell'interazione di due fattori: la forma non perfettamente sferica della Terra (che è approssimativamente uno sferoide oblato, sporgente all'equatore) e le forze gravitazionali della Luna e del Sole che, agendo sulla sporgenza equatoriale, cercano di allineare l'asse della Terra con la perpendicolare al piano dell'eclittica.

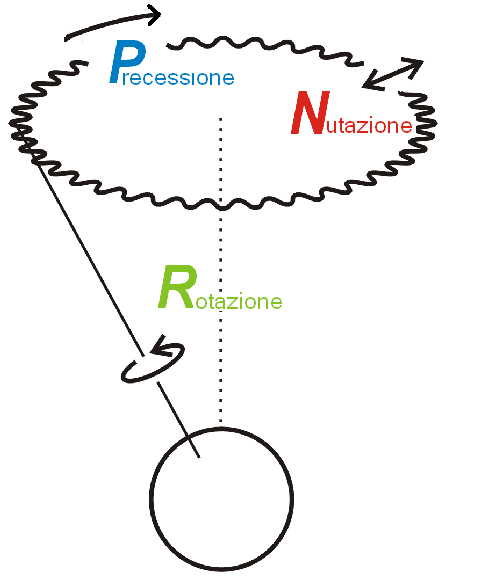
Rotazione, precessione e nutazione della Terra

Il risultato è un moto di precessione che compie un giro completo ogni 25 772 anni circa, periodo noto anche con il nome di anno platonico, durante il quale la posizione delle stelle fisse sulla sfera celeste cambia lentamente, determinando l'avvicendarsi delle diverse ere astrologiche. Di conseguenza, anche la posizione dei poli celesti cambia: tra circa 13.000 anni sarà Vega e non l'attuale Polaris, nota comunemente col nome di Stella Polare, a indicare il polo nord sulla sfera celeste.

La precessione di una trottola.

La precessione non è perfettamente regolare, perché la Luna e il Sole non si trovano sempre nello stesso piano e si muovono l'una rispetto all'altro, causando una variazione continua della forza agente sulla Terra. Questa variazione influisce anche sul moto di nutazione terrestre.

## Precessione planetaria

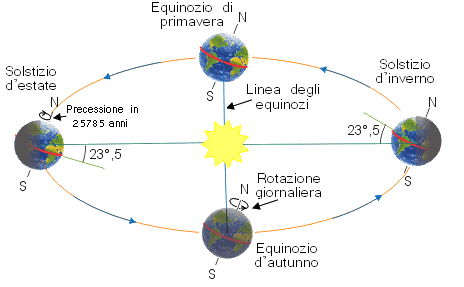
Rotazione, rivoluzione e precessione della Terra.

### Premessa
Prima di entrare nello specifico, conviene tenere presente i seguenti punti.
- In un giorno, la Terra compie una rotazione completa in senso antiorario (per un osservatore posto sopra il Polo Nord) intorno a un asse che attraversa i poli.
- In un anno, la Terra compie una rivoluzione completa in senso antiorario (per un osservatore posto sopra il Polo Nord) intorno al Sole.
- Il piano equatoriale, perpendicolare all'asse di rotazione terrestre e passante per l'equatore, non coincide con il piano dell'eclittica, contenente l'orbita descritta dalla Terra nella sua rivoluzione intorno al Sole, ma forma con essa un angolo di 23° 27'.

### Moto di precessione dell'asse terrestre

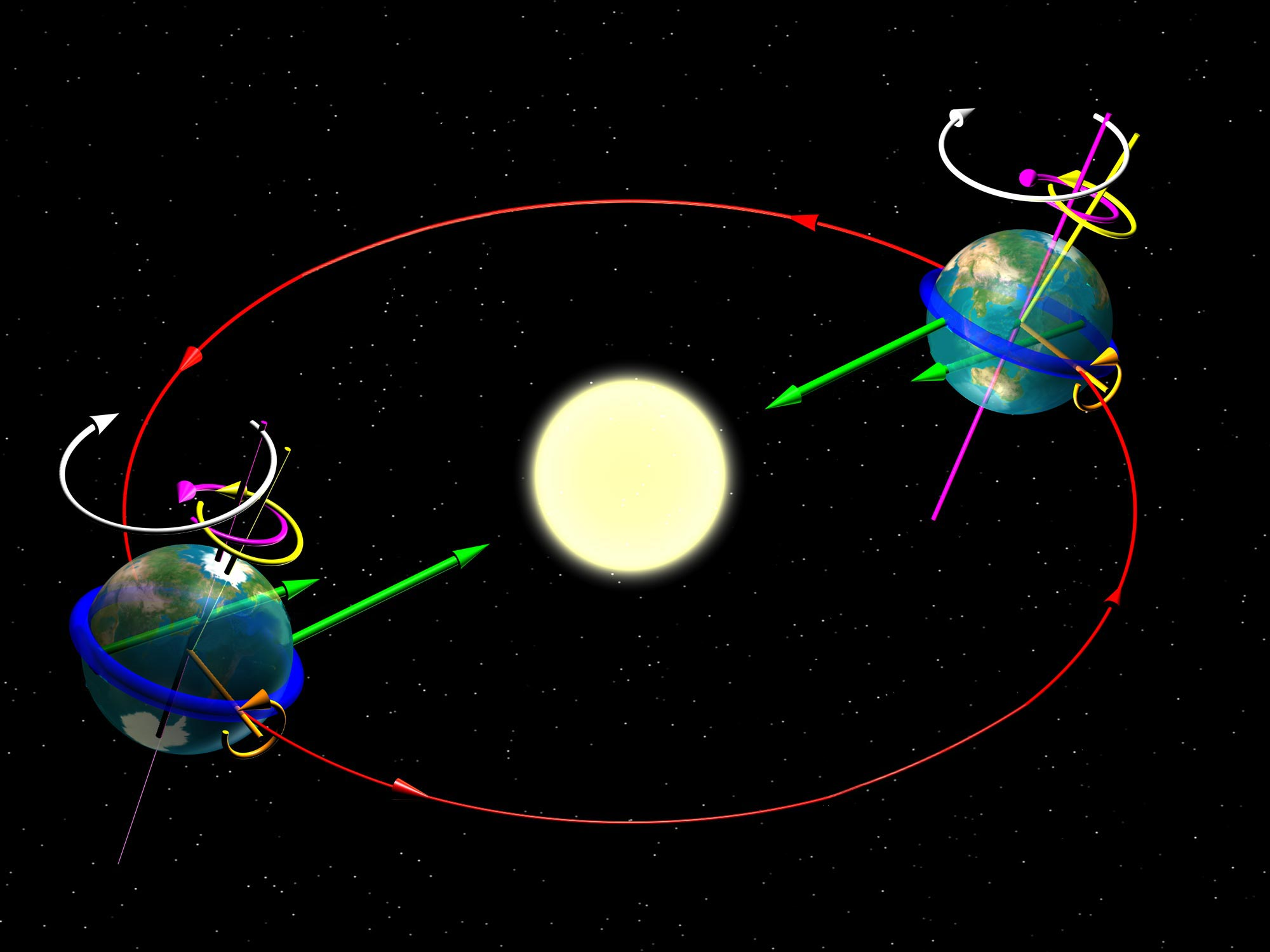
Lo schiacciamento della Terra ai poli può essere schematizzato ipotizzando la Terra sferica con una massa anulare addizionale (in azzurro) intorno all'equatore. L'attrazione gravitazionale (in verde) esercitata principalmente dalla Luna e dal Sole sulla massa anulare addizionale dà origine a una coppia di forze (in arancione) che sposta l'asse di rotazione (in viola con senso antiorario) verso una nuova direzione (in giallo con senso antiorario), dando luogo al movimento di precessione (in bianco con senso orario).

La precessione dell'asse terrestre è dovuta, come già detto, a due fattori: la forma non perfettamente sferica della Terra, che presenta un rigonfiamento all'equatore a seguito della rotazione su sé stessa e la presenza di corpi celesti che producono una coppia gravitazionale su tale rigonfiamento.
Se la Terra fosse perfettamente sferica nessun corpo celeste potrebbe esercitare una coppia gravitazionale su di essa: però, a causa del rigonfiamento equatoriale, la Luna e il Sole producono una coppia gravitazionale che tende a raddrizzare la Terra, ossia a far coincidere il piano equatoriale con il piano dell'eclittica (e, di conseguenza, l'asse di rotazione con la perpendicolare all'eclittica). È questa coppia (l'equivalente del colpetto dato alla trottola descritta sopra) che provoca la precessione in senso orario dell'asse di rotazione terrestre. Poiché essa è dovuta all'effetto combinato di Luna e Sole, viene più propriamente chiamata precessione lunisolare.
Anche gli altri pianeti del sistema solare, in misura nettamente minore, esercitano una attrazione sulla Terra, dando vita alla cosiddetta precessione planetaria: quest'ultima è trascurabile rispetto alla precessione lunisolare.
L'effetto della precessione lunisolare è di 50,37" (0° 0' 50,37") all'anno in senso orario (di cui 30" all'anno per esclusiva influenza lunare), mentre la precessione planetaria è di 0,11" (0° 0' 0,11") all'anno in senso antiorario: pertanto, la precessione totale risulta essere di circa 50,26" all'anno in senso orario.
L'asse terrestre descrive quindi una circonferenza completa in circa 25786 anni.

### Precessione oraria dell'asse terrestre
Il fatto che il moto di precessione della Terra sia orario mentre quello di rotazione su se stessa sia antiorario non è in contrasto con l'esempio della trottola. Infatti, se la Terra fosse diritta e una forza provasse a inclinarla, allora essa svilupperebbe un moto di precessione antiorario, nello stesso verso quindi della rotazione su sé stessa, proprio come nel caso della trottola.
In questo caso, però, si verifica la situazione opposta: la Terra è inclinata e una forza tende a raddrizzarla, facendo nascere un moto di precessione orario, contrario al verso antiorario di rotazione della Terra. Ciò è una diretta conseguenza della seconda equazione cardinale nella sua forma semplificata. Si supponga per semplicità che sulla Terra agisca solo il Sole, senza considerare la Luna e gli altri pianeti. Direzione e verso del vettore momento agente sulla Terra (a causa della sua forma oblata e dell'attrazione gravitazionale solare) sono gli stessi del vettore derivata del momento angolare terrestre. Ciò vuol dire che, istante per istante, la punta del vettore momento angolare terrestre (diretta verso il polo Nord), tende a spostarsi seguendo direzione e verso del vettore momento agente sulla Terra. Nel caso della trottola, il vettore momento agente sul corpo (generato dalla coppia formata da forza peso e reazione vincolare) è opposto a quello appena descritto, pertanto i due moti di precessione avvengono in sensi opposti.

### Differenza tra anno solare e anno siderale
Si faccia riferimento alla figura sotto: in essa, al solstizio d'estate, la Terra si trova a sinistra rispetto al Sole, inclinata verso quest'ultimo di 23°27', standogli perfettamente di fronte. Supponiamo che la Terra, dopo circa un anno,  abbia descritto un'orbita di 360° intorno al Sole, portandosi nuovamente a sinistra: anche se continua a essere inclinata di 23°27' essa però non sta perfettamente di fronte al Sole come succedeva l'anno prima. Infatti, a causa del moto di precessione occorso in senso orario, la Terra è girata un po' a destra: dal punto di vista del Sole è come se la Terra guardasse alla sua sinistra. Se si vuole considerare il punto in cui la Terra torna a stare esattamente di fronte al Sole non bisogna arrivare a 360°: bisogna, invece, considerare 360° meno una piccola frazione di grado (50"). Di conseguenza, la Terra guarderà direttamente verso il Sole dopo aver descritto 359°59'10" e non 360°, come evidenziato dalla figura. A causa del moto di precessione dell'asse terrestre, l'anno sidereo è di 20 minuti e 23,53 secondi più lungo dell'anno tropico.
Il tempo impiegato dalla Terra per ruotare di 360° intorno al Sole corrisponde all'anno siderale, mentre quello impiegato per compiere 359°59'10" corrisponde all'anno solare o tropico: quest'ultimo è quello che, comunemente, viene chiamato anno.
Il calendario gregoriano, da noi in vigore, si basa sull'anno tropico e non su quello siderale: esso, quindi, tiene conto della precessione degli equinozi e garantisce che il solstizio d'estate capiti sempre lo stesso giorno dell'anno, cosa che non succederebbe se si basasse sull'anno siderale. D'altronde, poiché l'equinozio è dato da una reciproca posizione Terra/Sole, non avrebbe senso rifarsi all'anno siderale, poiché esso dipende da una rotazione completa di 360° della Terra intorno al Sole e non dal ripresentarsi della reciproca posizione tra i due corpi celesti.

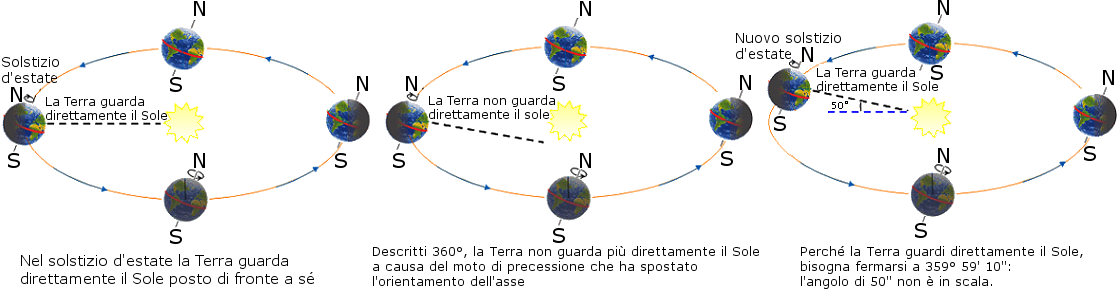
Trascorso un anno, il solstizio d'estate si anticipa di 50"

## Effetti della precessione

### Spostamento degli equinozi
La linea degli equinozi è quella che congiunge il punto in cui si verifica l'equinozio di primavera con quello in cui si verifica l'equinozio d'autunno. Come accade per i solstizi, anche gli equinozi si spostano di 50,26" l'anno in senso orario o, equivalentemente, di 1° ogni 71,6 anni circa. La linea degli equinozi quindi si sposta nel tempo girando in senso orario e compiendo un giro completo di 360° in circa 25 800 anni: la Terra, di conseguenza, assume inclinazioni opposte ogni 12 900 anni circa.

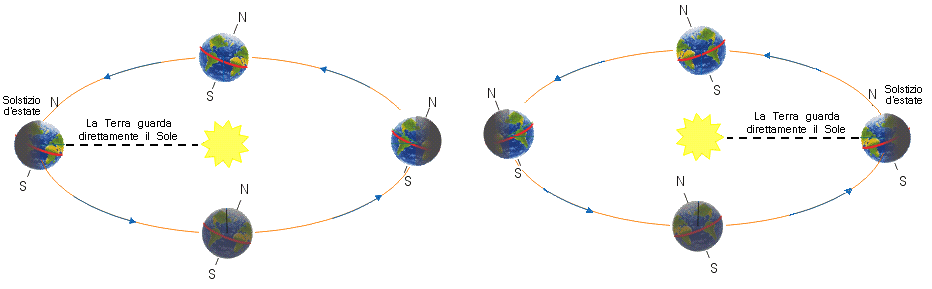
Ogni 12900 anni circa, il solstizio d'estate si verifica in posizione diametralmente opposta a quanto succedeva prima.

È proprio dal fatto che la linea degli equinozi si anticipa di anno in anno che l'intero fenomeno prende il nome di precessione degli equinozi: il termine precessione deriva dal latino e significa precedere, appunto a ricordare che gli equinozi ogni anno si presentano spazialmente con un leggero anticipo rispetto all'anno precedente. Difatti, poiché ciò che determina un equinozio è la durata eguale fra il dì (ore di luce) e la notte (ore di oscurità), esso si verifica quando la Terra e il Sole si trovano reciprocamente in posizione tale da consentire questo fenomeno: la precessione modifica esclusivamente la posizione sull'orbita in cui si verifica l'equinozio (dimensione spaziale), ma esso permane sempre nella stessa data (dimensione temporale).
La precessione fa sì che il ciclo delle stagioni - associato all'anno tropico e pari al tempo richiesto per ritornare nello stesso solstizio o equinozio, della durata di 365 giorni, 5 ore, 48 minuti e 46 secondi - sia di circa 20 minuti più breve del tempo necessario alla Terra per ritornare nella stessa posizione rispetto alle stelle fisse - associato all'anno siderale e pari al tempo richiesto dalla Terra per compiere una rotazione di 360°, della durata di 365 giorni, 6 ore, 9 minuti e 9 secondi.
Già il calendario giuliano si basava sull'anno tropico così da far cadere l'inizio di una stagione sempre nello stesso giorno: era però un po' più lungo di un anno tropico reale perché inseriva un anno bisestile ogni 4 anni e quindi portava ad avere un anno medio di 365 giorni e 6 ore, ossia circa 11 minuti più di quanto avrebbe dovuto essere.
L'eccedenza accumulatasi nei secoli divenne di 10 giorni alla fine del XVI secolo: fu allora adottato il calendario gregoriano, così chiamato perché voluto da papa Gregorio XIII e secondo il quale gli anni "centenari" (quelli che finiscono per "00") non divisibili per 400 non vengono più considerati bisestili. Ad esempio, il 1600 e il 2000 sono stati bisestili perché divisibili per 400 ma non lo sono stati più il 1700, 1800 e 1900 che prima, con il calendario giuliano, lo sarebbero stati.
In pratica, nell'arco di 400 anni, il calendario gregoriano toglie tre anni bisestili "centenari", portando la durata media dell'anno a 365 giorni, 5 ore, 49 minuti e 12 secondi: rispetto all'anno tropico è ancora un po' lungo ma non di 11 minuti come nel calendario giuliano, bensì di soli 26 secondi.

### Spostamento dei poli

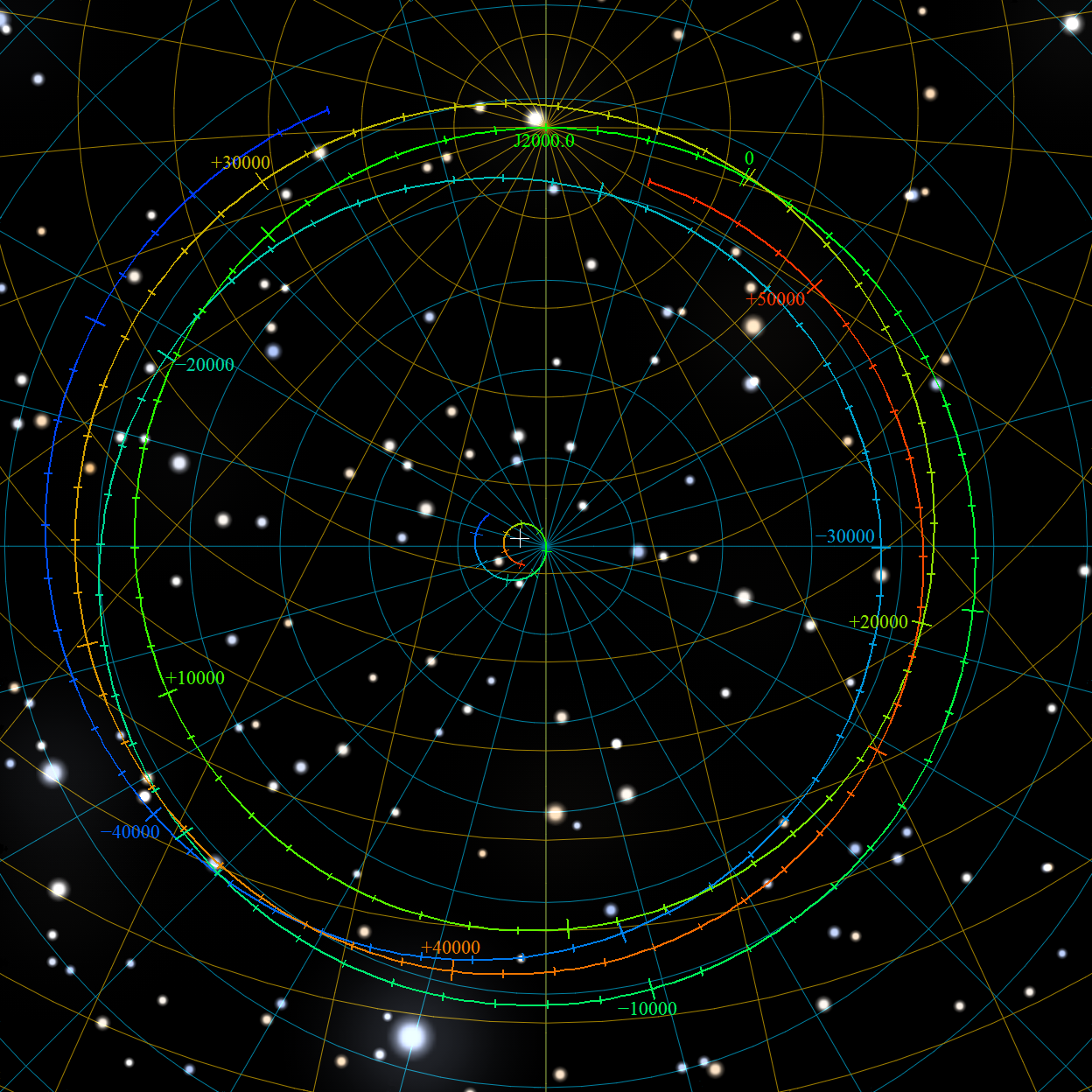
La proiezione del percorso di precessione del Polo Nord sul cielo fisso dell'epoca J2000.0 per l'intervallo di tempo da 48000 a.e.v. al 52000 a.e.c..

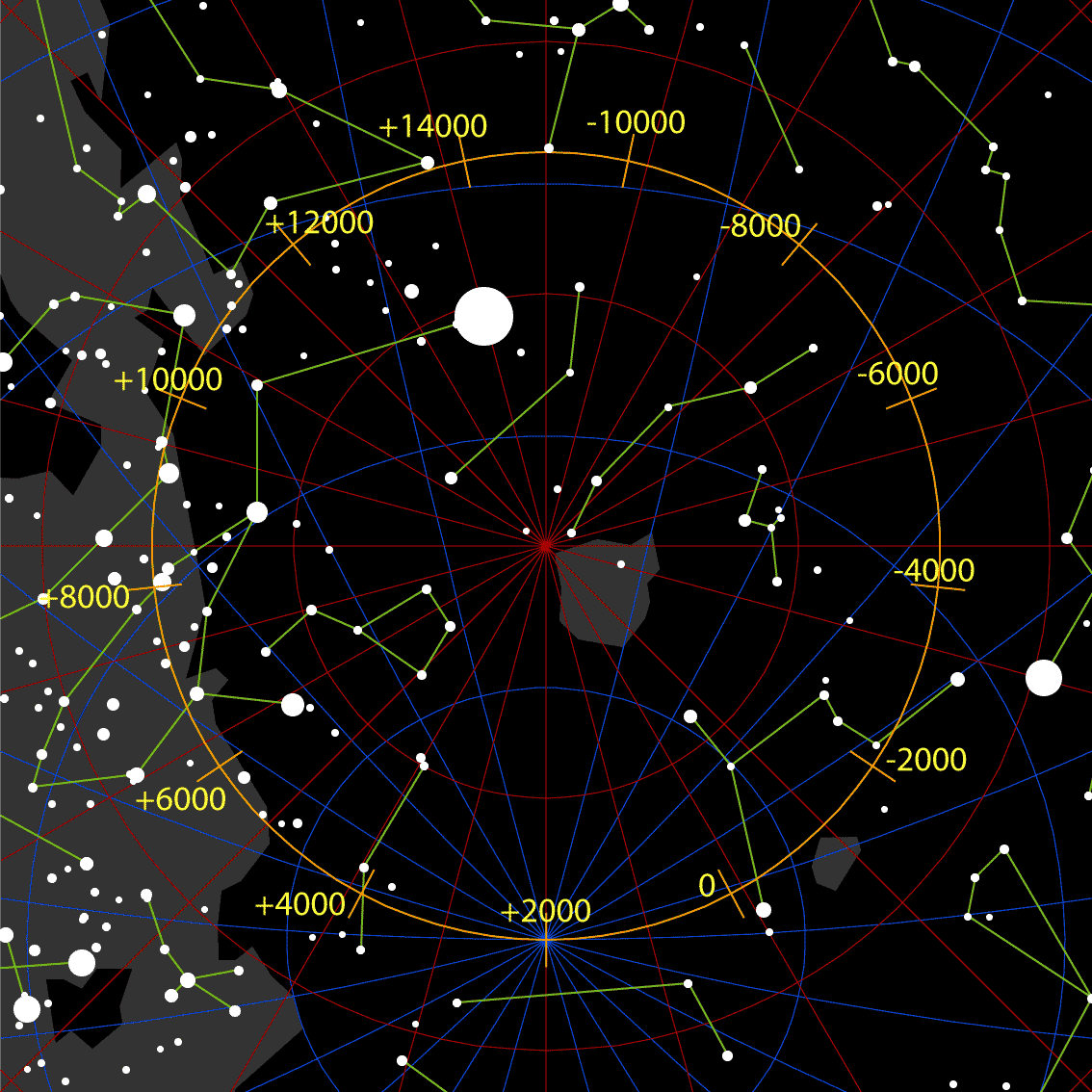
Cambiamento del polo sud celeste che si verifica nel corso di un anno platonico (25.800 anni) in seguito a un ciclo completo della precessione degli equinozi.

La precessione dell'asse terrestre comporta che esso punti nel tempo in direzioni diverse: attualmente, il polo nord della sfera celeste, la proiezione sulla sfera celeste dell'asse terrestre in direzione del Polo Nord, si trova a meno di 1° dalla non molto luminosa stella Polare, la cui magnitudine apparente è infatti di solo 1,97: il momento di maggior vicinanza alla direzione del polo si è avuto nel 2017.
Nel 3000 a.C., l'asse terrestre puntava sulla ancor più debole Thuban nella costellazione del Dragone: con una magnitudine apparente di 3,67, essa è cinque volte meno luminosa della Polaris e risulta del tutto invisibile nelle odierne, illuminate aree urbane.
Tra circa 12 000 anni, invece, toccherà alla brillantissima Vega assumere il ruolo di stella polare.
Il polo sud si trova in una porzione di cielo particolarmente sgombra di stelle brillanti. L'attuale stella polare sud è σ Octantis che è di magnitudine 5,5 e quindi a malapena visibile a occhio nudo anche sotto un cielo particolarmente scuro.

### Cambiamento delle coordinate
Anche se la precessione dell'asse terrestre (e quindi la rotazione della volta celeste) avviene lentamente, il livello di precisione con cui lavorano gli astronomi è tale che essa deve essere presa in considerazione se non si vuole che le posizioni delle stelle risultino sbagliate. Gli astronomi devono quindi specificare l'epoca alla quale le coordinate di un corpo celeste sono riferite. Durante la maggior parte del XX secolo è stata usata l'epoca 1950, mentre oggi si usa l'epoca 2000. In pratica, si danno le posizioni delle stelle come erano durante l'anno specificato e si applica poi un fattore correttivo (usando formule standardizzate) per tener conto della differenza tra l'anno dell'epoca e la data odierna.

### Spostamento delle costellazioni
Cambiando le coordinate delle stelle, cambiano anche quelle delle costellazioni da esse arbitrariamente composte dagli astronomi. Tale cambiamento, quindi, interessa anche lo zodiaco, che è la fascia della sfera celeste che contiene l'eclittica, cioè il percorso del Sole, della Luna e dei principali pianeti, ed è suddivisa in settori a seconda appunto delle costellazioni.

### Ere astrologiche
Anticamente i dodici segni astrologici erano stati identificati con le suddette costellazioni zodiacali. Il primo di questi segni era quello in cui sorgeva il Sole al momento dell'equinozio di primavera, cioè l'Ariete, nel cosiddetto punto vernale o punto gamma, caratterizzato dal passaggio del Sole dall'emisfero australe a quello boreale (quando il piano dell'eclittica interseca il piano equatoriale terrestre).
A causa della precessione degli equinozi, i segni zodiacali si sono oggi spostati rispetto alle costellazioni da cui avevano preso il nome: tra l'inizio di un certo segno zodiacale, ad esempio l'Ariete, e l'entrata del Sole nella costellazione omonima, passa circa un mese.
Questo mutamento determina l'avvicendarsi delle diverse ere astrologiche: quella in cui il Sole entrerà nella costellazione dell'Aquario all'equinozio di primavera, ad esempio, sarà chiamata era dell'Aquario. Gli astrologi occidentali, tuttavia, continuano per comodità a riferirsi allo zodiaco tropicale, basato su una suddivisione dell'eclittica in dodici settori di 30 gradi ciascuno, indipendenti dalle costellazioni.
Negli ultimi 2150 anni, la precessione ha spostato gli equinozi (e i solstizi) all'incirca di trenta gradi, cifra destinata ad aumentare per tutto l'anno platonico, provocando uno sfasamento dello zodiaco occidentale rispetto a quello siderale, cioè un altro zodiaco che continua invece a identificare i segni astrologici con le costellazioni.

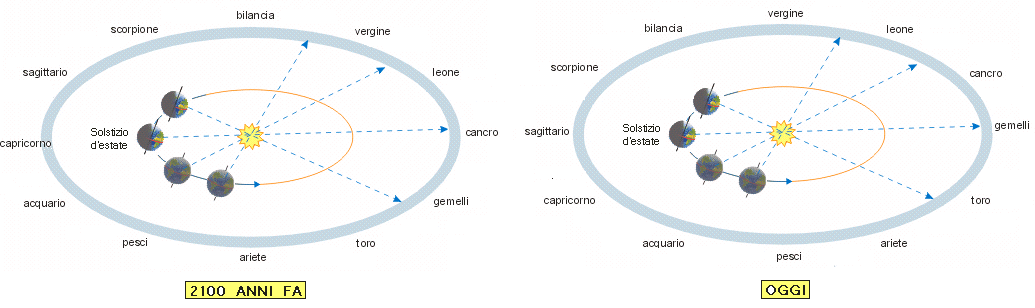
La precessione maturata in 2100 anni ha comportato la rotazione dell'asse terrestre di 30° alla sua destra: al solstizio d'estate, mentre 2100 anni fa il sole si trovava a transitare nella costellazione del Cancro, oggi, a causa della precessione, lo stesso transita in quella dei Gemelli.

## Precessione: il calendario
Nel calendario giuliano ogni anno l'equinozio si verificava leggermente in anticipo rispetto alla data dell'anno precedente. Il calendario gregoriano, invece, è quasi perfettamente sincronizzato con l'anno tropico per cui l'equinozio di primavera ha sempre luogo il 21 marzo. Nel calendario gregoriano, quindi, si verifica un'apparente recessione delle costellazioni zodiacali. Il Sole, cioè, entra in una costellazione ogni anno leggermente più tardi dell'anno prima.

## Storia

### Babilonesi
Secondo Albategnius, gli astronomi caldei distinguevano l'anno tropico, stimato in 365 giorni, 5 ore, 49 minuti e 30 secondi, dall'anno siderale, stimato in 365 giorni, 6 ore e 11 minuti e quindi dovevano essere a conoscenza della precessione.
Si è inoltre discusso del fatto che l'astronomo Kidinnu avesse ipotizzato la precessione già nel 315 a.C.: tuttavia, non ci sono indicazioni che egli avesse realmente raggiunto una tale conclusione e quindi si è propensi a scartare l'idea che l'astronomo babilonese sia stato il primo scopritore del fenomeno.

### Egizi

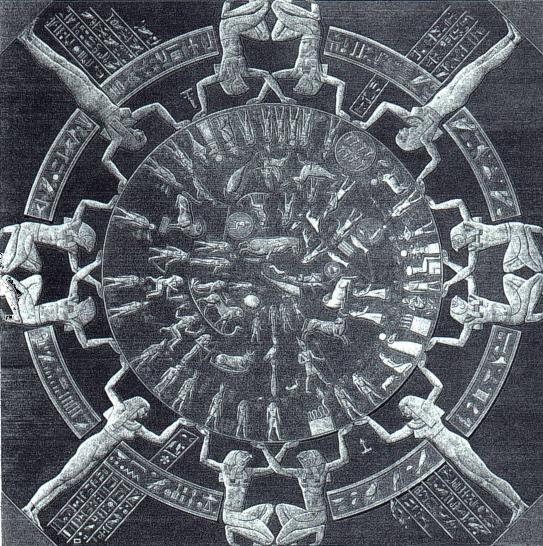
Lo zodiaco del Tempio di Hathor a Dendera

Altri sostengono che la precessione fosse nota agli antichi Egizi prima di Ipparco.
Alcune costruzioni (come quelle nel complesso templare di Karnak) sarebbero allineate verso punti dell'orizzonte in cui certe stelle sorgevano o tramontavano in momenti chiave dell'anno. Quando, trascorso qualche secolo, la precessione rendeva gli allineamenti obsoleti, i templi venivano nuovamente ricostruiti per tenere conto delle nuove orientazioni. È da notare tuttavia che il fatto che l'allineamento di una stella fosse diventato obsoleto non necessariamente significava che gli Egizi avessero compreso il meccanismo dello spostamento delle stelle nel cielo al passo di 1° ogni 72 anni: ciò nonostante, ipotizzando che registrassero la data della ricostruzione dei templi, è plausibile supporre che avessero notato, sia pure approssimativamente, il fenomeno della precessione.
Un altro esempio a sostegno della conoscenza del fenomeno da parte degli Egizi è dato dallo Zodiaco presente nel tempio di Hathor a Dendera della tarda età tolemaica (periodo storico dell'Egitto che va dal 305 a.C. al 30 a.C., non correlato al nome di Claudio Tolomeo menzionato più avanti): si ritiene che tale mappa registri la precessione degli equinozi.
Ad ogni modo, anche ammesso che gli Egizi conoscessero la precessione, tale fatto non è stato tramandato in alcun testo astronomico.

### Ipparco
Anche se Aristarco di Samo possedeva valori distinti per l'anno tropico e l'anno siderale già nel 280 a.C., la scoperta della precessione è solitamente attribuita all'astronomo greco Ipparco di Nicea, intorno al 130 a.C., il quale ne diede una spiegazione nella sua opera Sullo spostamento dei segni solstiziali ed equinoziali; l'opera di Ipparco è andata perduta, ma il metodo da lui adottato è descritto nell'Almagesto di Claudio Tolomeo, astronomo del II secolo.
Ipparco misurò la longitudine dell'eclittica della stella Spica e di altre stelle luminose durante un'eclissi lunare. Egli aveva già sviluppato un metodo per calcolare la longitudine del Sole in ogni momento del giorno e della notte: bastava quindi sommare a questo dato altri dati opportuni per ricavare la posizione di una stella. Pensò allora di basarsi sulle eclissi lunari che si verificano sempre di notte (quando anche le stelle sono visibili per poterle misurare), durante un plenilunio, in corrispondenza dell'allineamento Luna-Terra-Sole: al culmine dell'eclissi, la Luna è esattamente a 180° dal Sole. A Ipparco bastò semplicemente misurare l'arco longitudinale che separava Spica dalla Luna proprio al culmine dell'eclissi: a questo valore, egli sommò la longitudine che presentava il Sole in quel momento grazie al metodo che aveva sviluppato, più 180° per la longitudine della Luna, in esatta opposizione al Sole. Trovò così che Spica era circa 6° a ovest del punto dell'equinozio autunnale. Confrontando le sue misurazioni con quelle di Timocari di Alessandria (contemporaneo di Euclide) e di Aristillo (III secolo a.C.), autori del primo catalogo stellare del mondo occidentale di cui si abbia traccia, notò che la longitudine di Spica era diminuita di circa 2° in più di 150 anni. Ipotizzò che solo le stelle dello zodiaco si fossero spostate nel tempo: Tolomeo la chiamò "prima ipotesi", ma non riportò altre successive ipotesi che Ipparco avrebbe successivamente avanzato. Considerando lo spostamento misurato di 2° in 150 anni, Ipparco stimò la precessione in 48" l'anno, molto vicino al valore effettivo di 50,26" e senz'altro migliore della stima di 36" fatta tre secoli dopo da Tolomeo.
Ipparco inoltre studiò la precessione nell'opera Sulla lunghezza dell'anno. Usando le osservazioni degli equinozi e dei solstizi, notò che la lunghezza dell'anno tropico era di 365+1/4-1/300 giorni, ovvero 365 giorni, 5 ore, 55 minuti e 12 secondi; avendo stimato che la velocità di precessione era non inferiore a 1° in un secolo, calcolò la durata dell'anno sidereo in 365+1/4+1/144 giorni, ovvero 365 giorni, 6 ore e 10 minuti.

### Tolomeo

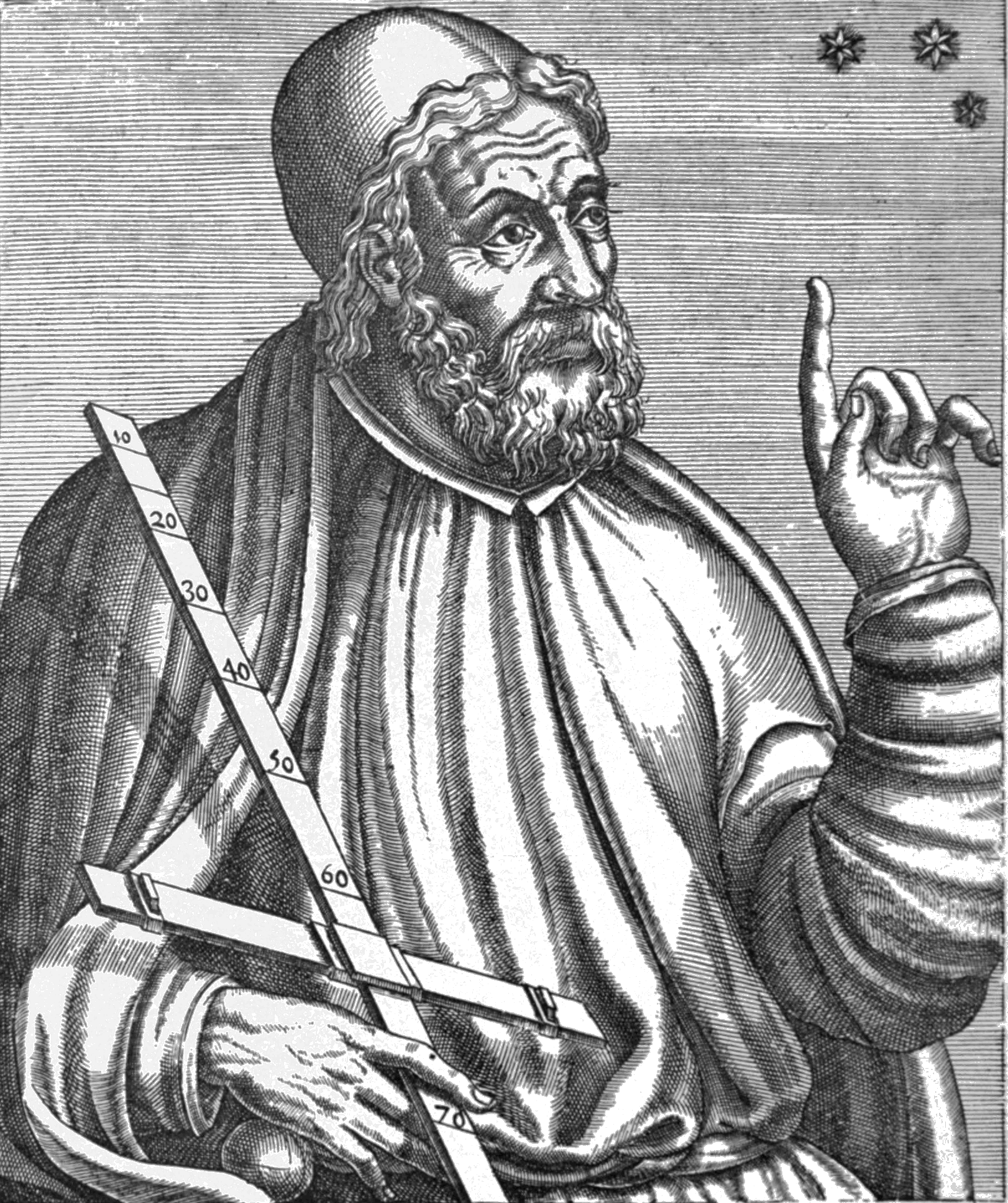
Claudio Tolomeo

Il primo astronomo a continuare il lavoro di Ipparco sulla precessione fu Claudio Tolomeo nel II secolo. Tolomeo misurò la longitudine di Regolo, Spica e altre stelle luminose ma senza basarsi sulle eclissi di Luna come aveva fatto Ipparco.
Prima del tramonto, egli misurò l'arco longitudinale che separava la Luna dal Sole. Poi, dopo il tramonto, misurò l'arco longitudinale che separava la Luna dalla stella in considerazione. Usò il metodo che aveva sviluppato Ipparco per calcolare la longitudine del Sole e operò delle correzioni per tener conto del moto della Luna e della sua parallasse durante il tempo intercorso tra la misura fatta prima del tramonto e quella dopo il tramonto.
Tolomeo confrontò i suoi dati con quelli di Ipparco, Menelao di Alessandria, Timocari e Agrippa, e scoprì che tra l'epoca di Ipparco e la sua (circa 265 anni), le stelle si erano spostate di 2° 40', ossia 1° in un secolo (36" l'anno contro i 50,26" l'anno attualmente accertati equivalenti a 1° in 72 anni).
Osservò inoltre che la precessione riguardava tutte le stelle fisse e non solo quelle vicino all'eclittica, come ipotizzato da Ipparco.

### Altri astronomi dell'antichità
La maggioranza degli astronomi dell'antichità non fa menzione della precessione. Alcuni, come il filosofo Proclo, ne rifiutarono l'esistenza, mentre altri, come Teone di Alessandria, accettarono le teorie di Tolomeo.
Teone nel suo commentario alle tavole manuali di Tolomeo racconta che Tolomeo aveva scartato un'altra teoria, proposta da "antichi astrologi", secondo la quale il punto gamma, dopo aver raggiunto nel 158 a.C. il punto zodiacale a 8° di arco in Ariete avrebbe cominciato a recedere di 1° ogni 80 anni fino a portarsi in Ariete 0°. Raggiunta questa posizione il punto gamma sarebbe ritornato alla posizione precedente e così via seguendo un moto oscillatorio periodico, che venne chiamato trepidazione. Chi fossero questi antichi astrologi non viene detto, ma verosimilmente secondo Neugebauer si tratta di greci posteriori a Ipparco di Nicea. Gli astronomi arabi, invece, ipotizzarono che si trattasse di astrologi caldei contribuendo così a generare l'erronea credenza che i babilonesi conoscessero la precessione.
In Estremo Oriente, Yu Xi, vissuto nel IV secolo a.C., fu il primo astronomo cinese a menzionare la precessione: egli stimò la sua velocità nell'ordine di 1° ogni 50 anni.

### Dal Medioevo in poi

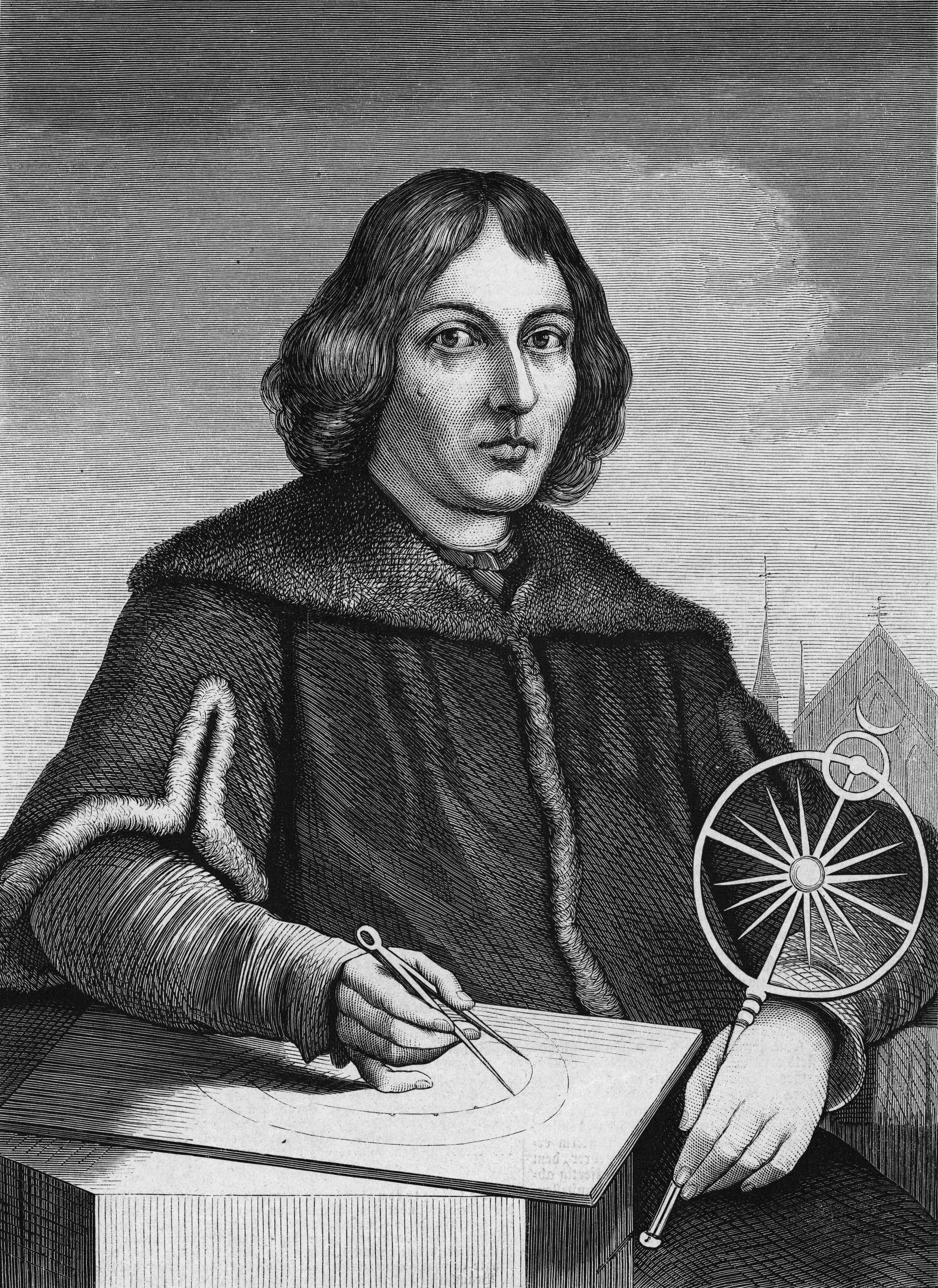
Niccolò Copernico

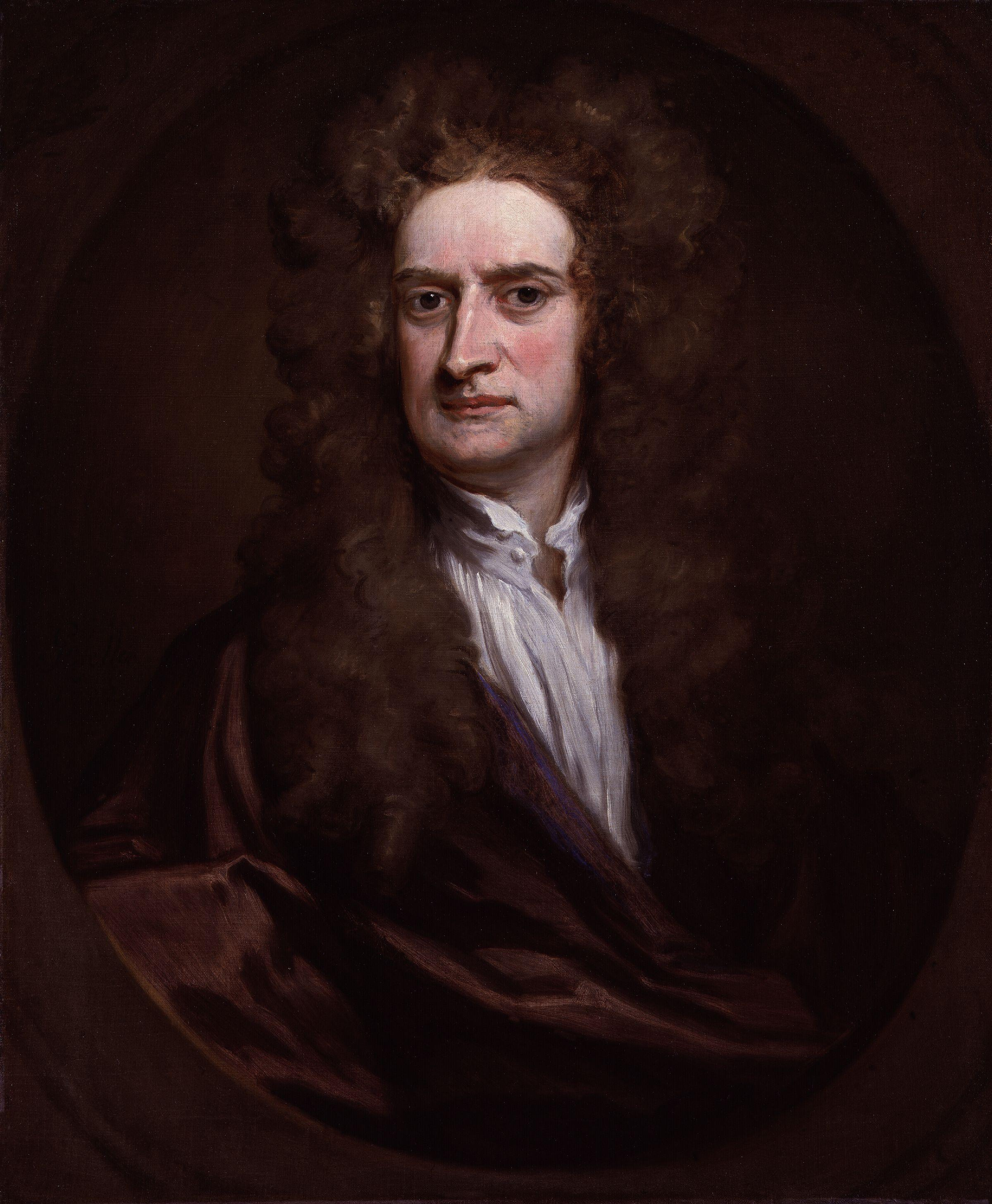
Isaac Newton

Nel Medioevo, gli astronomi considerarono la "trepidazione" come un moto delle stelle fisse che si aggiungeva alla precessione e non alternativo a esso come aveva ipotizzato Teone: tale teoria è attribuita all'astronomo arabo Thābit ibn Qurra.
La prima interpretazione moderna della precessione come conseguenza della variazione dell'orientazione dell'asse terrestre si deve a Niccolò Copernico (De revolutionibus orbium coelestium, del 1543): il fenomeno era dovuto all'ondeggiamento dell'asse terrestre intorno alla normale al piano dell'eclittica, fermo restando l'angolo relativo di 23° 27'.
La spiegazione fisica della precessione in termini di interazione gravitazionale fra la Terra e gli altri corpi del sistema solare, in particolare la Luna e il Sole, fu dovuta a Isaac Newton e fu riportata nella Philosophiae Naturalis Principia Mathematica del 1687.
La teoria di Newton prevedeva anche che il moto di precessione fosse accompagnato da lievi oscillazioni periodiche sia della velocità di precessione sia della obliquità, oscillazioni ribattezzate complessivamente come nutazione e dovute al fatto che le forze agenti sulla Terra non sono costanti: esse furono poi effettivamente osservate dall'astronomo inglese James Bradley nella prima metà del XVIII secolo. Le oscillazioni avevano però ampiezza molto maggiore di quanto aveva previsto Newton; il fisico inglese aveva infatti sottostimato il contributo della Luna alla precessione.
A Newton si deve anche il primo tentativo nella storia di applicazione del fenomeno precessionale per la datazione di eventi storici, come testimoniato dalla sua opera postuma The Chronology of Ancient Kingdoms, Amended del 1728.
La trattazione matematica rigorosa dei moti di precessione e nutazione si deve ai matematici del XVIII secolo, fra i quali spiccano i nomi di Jean Baptiste Le Rond d'Alembert e di Eulero.